# Matrice hamiltonienne
En mathématiques, une matrice hamiltonienne (ou de Hamilton) A est une matrice réelle 2n×2n satisfaisant la condition que le produit KA soit symétrique, K étant la matrice antisymétrique :
{\displaystyle K={\begin{bmatrix}0&I_{n}\\-I_{n}&0\\\end{bmatrix}}}
et In étant la matrice identité n×n. En d'autres termes, {\displaystyle A} est hamiltonienne si et seulement si :
{\displaystyle KA-A^{T}K^{T}=KA+A^{T}K=0.\,}
Dans l'espace vectoriel des matrices 2n×2n, les matrices hamiltoniennes forment un sous-espace vectoriel de dimension  2n2 + n.

## Propriétés
- Soit {\displaystyle M} une matrice par bloc 2n×2n donnée par :
{\displaystyle M={\begin{pmatrix}A&B\\C&D\end{pmatrix}}}
où {\displaystyle A,B,C,D} sont des matrices n×n. Alors {\displaystyle M} est une matrice hamiltonienne à condition que {\displaystyle B,C} soient symétriques et que {\displaystyle A+D^{T}=0}.
- La transposée d'une matrice hamiltonienne est hamiltonienne.
- La trace d'une matrice hamiltonienne est nulle.
- Le commutateur de deux matrices hamiltoniennes est hamiltonien.
- Les valeurs propres de {\displaystyle M} sont symétriques par rapport à l'axe imaginaire.

L'espace des matrices hamiltoniennes est une algèbre de Lie {\displaystyle {\mathfrak {Sp}}(2n)}.

## Opérateurs hamiltoniens
Soit V un espace vectoriel, doté d'une forme symplectique {\displaystyle \Omega }. Une application linéaire {\displaystyle A:\;V\mapsto V} est appelée opérateur hamiltonien par rapport à {\displaystyle \Omega } si l'application {\displaystyle x,y\mapsto \Omega (A(x),y)} est symétrique. De manière équivalente, elle doit satisfaire :
{\displaystyle \Omega (A(x),y)=-\Omega (x,A(y))}
Soit une base {\displaystyle e_{1},...e_{2n}} de V telle que {\displaystyle \Omega } soit écrite {\displaystyle \sum _{i}e_{i}\wedge e_{n+i}}. un opérateur linéaire est hamiltonien par rapport à {\displaystyle \Omega } si et seulement si sa matrice dans cette base est hamiltonienne.
Cette définition implique que le carré d'une matrice hamiltonienne est anti-hamiltonien. L'exponentiel d'une matrice hamiltonienne est symplectique, et le logarithme d'une matrice symplectique est hamiltonien.